# JoJo (album)
JoJo je debutové album stejnojmenné americké R&B zpěvačky JoJo, které vyšlo 22. června 2004. Na albu jsou i tři vydané písně a to Leave (Get Out), Baby It's You, a Not That Kinda Girl. Album debutovalo v americké albové hitparádě na čísle čtyři a za první týden prodeje se jej prodalo na 96,000 kusů. Celkový prodej v USA přesáhl 1,5 milionu kusů.

## Kritika
Ačkoli mezi posluchači album dospělo k značné oblibě, mezi kritiky bylo velmi probíráno kvůli svým textům, které tehdy třináctiletá JoJo měla hlavně o partnerství, lásce a rozchodech.

## Seznam písní
1. Breezy
2. Baby It's You
3. Not That Kinda Girl
4. The Happy Song
5. Homeboy
6. City Lights
7. Leave (Get Out)
8. Use My Shoulder
9. Never Say Goodbye
10. Weak
11. Keep On Keepin' On
12. Sunshine
13. Yes Or No
14. Fairy Tales

## Umístění ve světě
| Hitparáda               | Umístění |
| ----------------------- | -------- |
| USA - Billboard Hot 100 | 4        |
| Austrálie               | 86       |
| Austrálie               | 1        |
| Švýcarsko               | 30       |
| Velká Británie          | 22       |